# 乌克兰第27火箭炮旅
第27火箭炮兵旅是乌克兰陆军的一支炮兵部队，驻扎在蘇梅。该旅有220毫米BM-27飓风火箭炮。 该旅成立於2008年5月14日。2008年12月5日，乌克兰总参谋长谢尔盖·基里琴科向该旅授予戰鬥旗。

## 結構
截至2017年，該旅的結構如下：
- 第 27 火箭砲兵旅, 蘇梅
  - 總部及總部電池
  - 第 1 火箭砲兵營 (BM-27颶風火箭炮)
  - 第 2 火箭砲兵營 (BM-27颶風火箭炮)
  - 第 3 火箭砲兵營 (BM-27颶風火箭炮)
  - 第 4 火箭砲兵營 (BM-27颶風火箭炮)
  - 工程連
  - 維修連
  - 運輸連
  - CBRN-防禦排